# 西和佐村
西和佐村（にしわさむら）は、和歌山県海草郡にあった村。旧名草郡。

## 歴史
- 1889年（明治22年）4月1日 - 明治大合併による村制施行により、名草郡西和佐村となる。
- 1896年（明治29年）4月1日 - 郡の統合により名草郡が海部郡と合併して海草郡となる[1]。
- 1955年（昭和30年）1月1日 - 市町村合併により岡崎村とともに和歌山市へ編入。

## 警察管轄署
- 和歌山東警察署。
- 和歌山東警察署西和佐交番（和歌山市栗栖）

## 周辺施設
- 和歌山市立西和佐小学校
- 和歌山市役所西和佐支所
- JR田井ノ瀬駅

## 道路
- 国道24号
- 和歌山県道14号和歌山打田線
- 和歌山県道143号井ノ口秋月線
- 和歌山県道144号岩橋栗栖線